# Damaschin Coravu
Damaschin Coravu, pe numele de mirean Dimitrie Coravu, (n. 14 septembrie 1940, Craiova – d. 23 aprilie 2009, București) a fost un înalt cleric al Bisericii Ortodoxe Române. 

## Biografie
Copilaria si-o petrece în satul natal Borăscu. Arhimandritul Damaschin Coravu a fost ales pe 16 iulie 1980 de Sfântul Sinod al Bisericii Ortodoxe Române în funcția de episcop-vicar al Arhiepiscopiei Craiovei, fiind recunoscut de autoritățile comuniste în 4 septembrie 1980. A fost hirotonit episcop în anul 1980 și a fost considerat unul din ierarhii cărturari ai ortodoxiei românești. Între 1980-2000 a fost episcop vicar al Arhiepiscopiei Craiovei, cu numele de Severineanul. A fost îndepărtat de la Arhiepiscopia Craiovei de mitropolitul Nestor Vornicescu, care se temea de concurența sa. Din 25 martie 2000 și până la sfârșitul vieții a fost episcop al Episcopiei Sloboziei și Călărașilor. În 13-15 septembrie 2000 a candidat fără succes la scaunul de mitropolit al Olteniei.
În data de 4 noiembrie 2005 a fost unul din cei trei membri ai Sfântului Sinod (alături de Daniel Ciobotea, viitorul patriarh, și Laurențiu Streza, nou alesul mitropolit) care s-au abținut de la votul privind înființarea Mitropoliei Clujului,  chestiune trecută pe ordinea de zi ca urmare a nemulțumirii arhiepiscopului Anania față de persoana aleasă în fruntea Mitropoliei Ardealului cu o zi înainte.

Sicriul cu trupul PS Episcop Damaschin Coravu, depus spre închinare în Catedrala Episcopală din Slobozia

Sicriul cu trupul PS Episcop Damaschin Coravu, depus spre închinare în Catedrala Episcopală din Slobozia

Lucrarea sa de doctorat, susținută la Atena în 1979, intitulată „Rugăciunea Domnească. Studiu filologic, istorico-teologic și ermineutic”, 346 p. (in limba greacă) este apreciată drept cea mai solidă scriere teologică despre rugaciunea domneasca din teologia creștină.

## Decesul
A decedat în noaptea zilei de 23 aprilie 2009, în jurul orelor 22.00, la Spitalul Militar București, în urma unui accident vascular cerebral.